# Pomo du Sud-Est
Le pomo du Sud-Est est une langue pomo parlée aux États-Unis, dans le sud de la Californie, dans le comté de Lake. Selon Ethnologue.com la langue est quasiment éteinte.